# Majhakot (Pyuthan)
Majhakot (nep. माझकोट) – gaun wikas samiti w zachodniej części Nepalu w strefie Rapti w dystrykcie Pyuthan. Według nepalskiego spisu powszechnego z 2001 roku liczył on 590 gospodarstw domowych i 3016 mieszkańców (1568 kobiet i 1448 mężczyzn).